# Albershausen
Albershausen település Németországban, azon belül Baden-Württembergben. Lakosainak száma 4470 fő (2023. december 31.).

## Népesség
A település népessége az elmúlt években az alábbi módon változott:
| Lakosok száma | 3623 | 4313 | 4385 | 4438 | 4460 | 4470 |
|               | 1975 | 2017 | 2019 | 2021 | 2022 | 2023 |